# Дьюпфьордстрёуменский мост
Дьюпфьордстрёуменский мост (норв. Djupfjordstraumen bru) — автодорожный мост через фьорд Djupfjorden, соединяющий остров Хиннёя с коммуной Сортланн, Норвегия. Является частью шоссе 822.

## История моста
До постройки моста  транспортное сообщение через фьорд осуществлялось паромной переправой. Проект моста был разработан норвежской компанией Aas-Jakobsen AS. Пролётное строение сооружалось методом уравновешенного навесного бетонирования. Открытие моста состоялось 21 октября 1983 года.

## Конструкция
Мост железобетонный рамно-консольный мост.  Полная длина моста составляет 346 м. Центральный пролет имеет длину 190 м. На мосту две полосы движения. 